# Apostolove
Apostolove (tiếng Ukraina: Апостолове) là một thành phố của Ukraina. Thành phố này thuộc tỉnh Dnipropetrovsk. Thành phố này có diện tích 15,83 km², dân số theo điều tra dân số năm 2001 là 16.439 người.